# Festivalbar 1978 (compilation)
Festivalbar 1978 è una compilation di brani musicali famosi nel 1978, pubblicata nell'estate di quell'anno in concomitanza con l'edizione omonima del Festivalbar. La compilation era pubblicata dalla CGD Messaggerie Musicali.

## Tracce

### Disco 1
1. Umberto Tozzi - Tu
2. Leano Morelli - Cantare gridare sentirsi tutti uguali
3. Lina Savonà - Maya
4. El Pasador - Mucho Mucho
5. Umberto Napolitano - Amiamoci
6. Il Giardino dei Semplici - Concerto in La Minore (dedicato a lei)
7. Fred Bongusto - Carissimo maestro di Padova
8. Alunni del Sole - Liù
9. Tuxedo Junction - Chattanooga Choo Choo
10. John Paul Young - Love Is in the Air
11. Madleen Kane - Rough Diamond
12. Ricchi e Poveri - Questo amore
13. Ana and Johnny - Io ti amerò
14. La Bottega dell'Arte - Bella sarai

### Disco 2
1. Pooh - Cercami
2. Walter Foini - Una donna una storia
3. Arthur Zitelli - Maria Helena
4. Henghel Gualdi - Sweet Time
5. Filipponio - L'avventuriero
6. Fantasy - Cantando
7. Riccardo Fogli - Io ti porto via
8. Alan Sorrenti - Donna luna
9. Gepy & Gepy - Chi io
10. Gianni Mocchetti - Cantilena
11. Theo Vaness - Back to Music
12. Vincenzo Spampinato - È sera
13. Andrea Lo Vecchio - Lì
14. Gianni Bella - No

## Classifiche
| Classifica (1978)                     | Posizione |
| ------------------------------------- | --------- |
| Classifica degli album italiana       | 13        |
| Classifica di fine anno italiana 1978 | 62        |